# André Calisir
André Jack Calisir, född 13 juni 1990 i Spånga församling, Stockholm, är en svensk-armenisk fotbollsspelare som spelar för IF Brommapojkarna. Han representerar Armenien på landslagsnivå.

## Karriär
Calisir började som barn att spela fotboll för Djurgårdens IF. Han flyttades som 17-åring upp i A-laget. Säsongen 2009 var Calisir utlånad till Skellefteå FF. Under tiden i Skellefteå FF vann han assistligan som 19-åring.
Hans allsvenska debut kom den 9 maj 2010, i bortamatchen mot Örebro SK. Efter sex allsvenska matcher säsongen 2010 och en allsvensk match under de 10 inledande omgångarna av säsongen 2011 meddelades det att Calisir lånas ut till Superettan-klubben Jönköpings Södra resten av säsongen för mer speltid. Efter säsongen 2011 fick Calisir lämna DIF då han inte fick förnyat kontrakt.
I december 2011 värvades Calisir av Jönköpings Södra, där han skrev på ett treårskontrakt. I september 2014 förlänges hans kontrakt med tre år.
I januari 2018 värvades Calisir av IFK Göteborg, där han skrev på ett kontrakt till och med säsongen 2021. Den 1 januari 2021 värvades Calisir av grekiska Apollon Smyrnis. Den 26 maj 2021 värvades Calisir av danska Silkeborg IF, där han skrev på ett 2,5-årskontrakt.
I februari 2023 värvades Calisir av IF Brommapojkarna, där han skrev på ett flerårskontrakt.